# Königskolonnaden

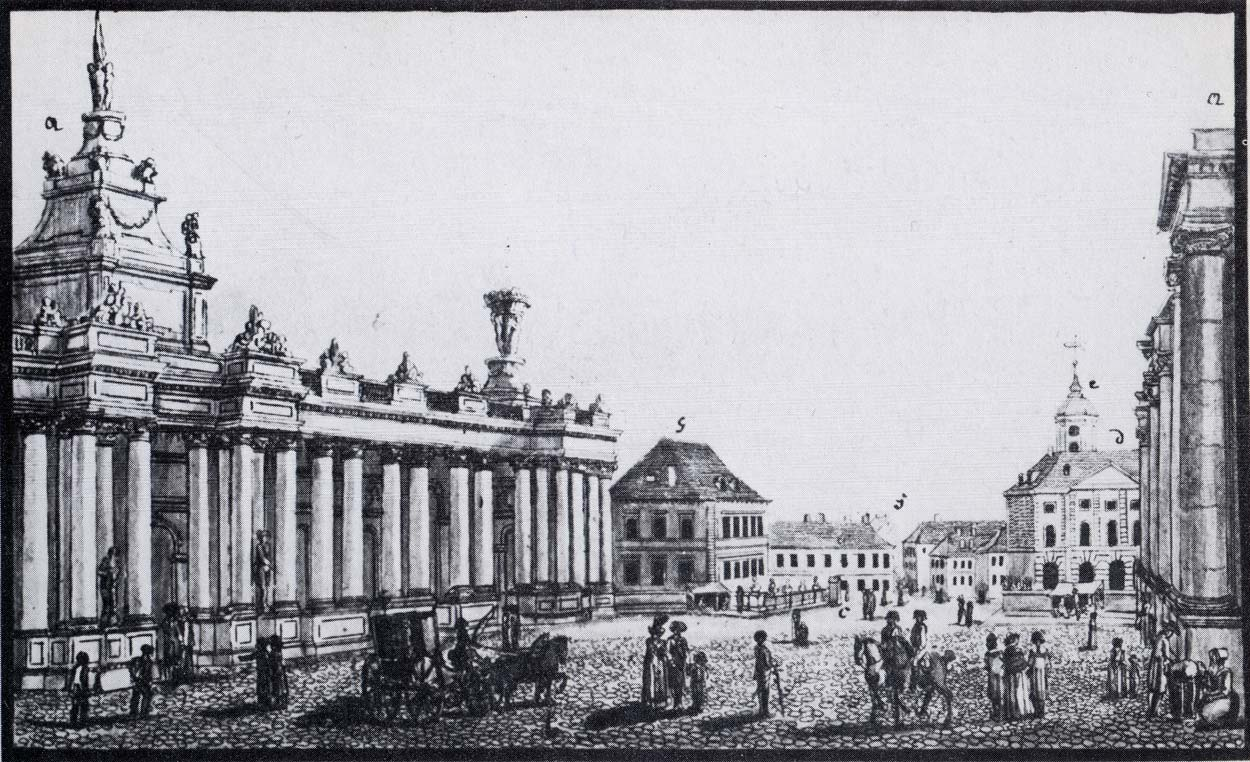
Königskolonnaden mit Königsbrücke zum ursprünglichen Alexanderplatz nach Nordosten, Kohleradierung, um 1780

Die Königskolonnaden sind zwei Säulengänge, die in den Jahren 1777–1780 nach Plänen von Carl von Gontard errichtet wurden. Sie standen ursprünglich an der Königsstraße in Alt-Berlin und wurden 1910 in den Heinrich-von-Kleist-Park nach Schöneberg versetzt. Die Kolonnaden gehören zu den erhaltenen Berliner Bauwerken des Übergangs vom Rokoko zum Klassizismus.

## Lage
Ursprüngliche Lage

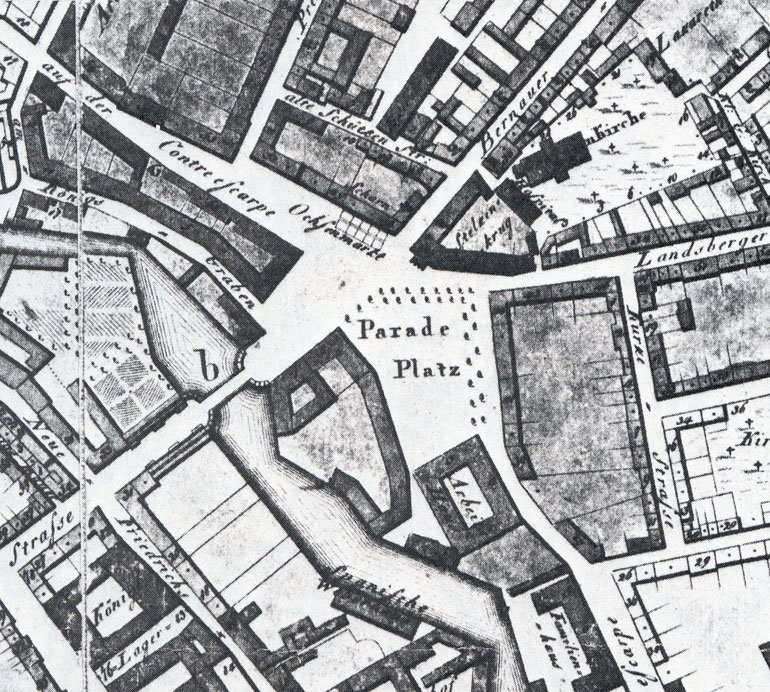
Alexanderplatz 1804, Königskolonnaden links unter dem „b“

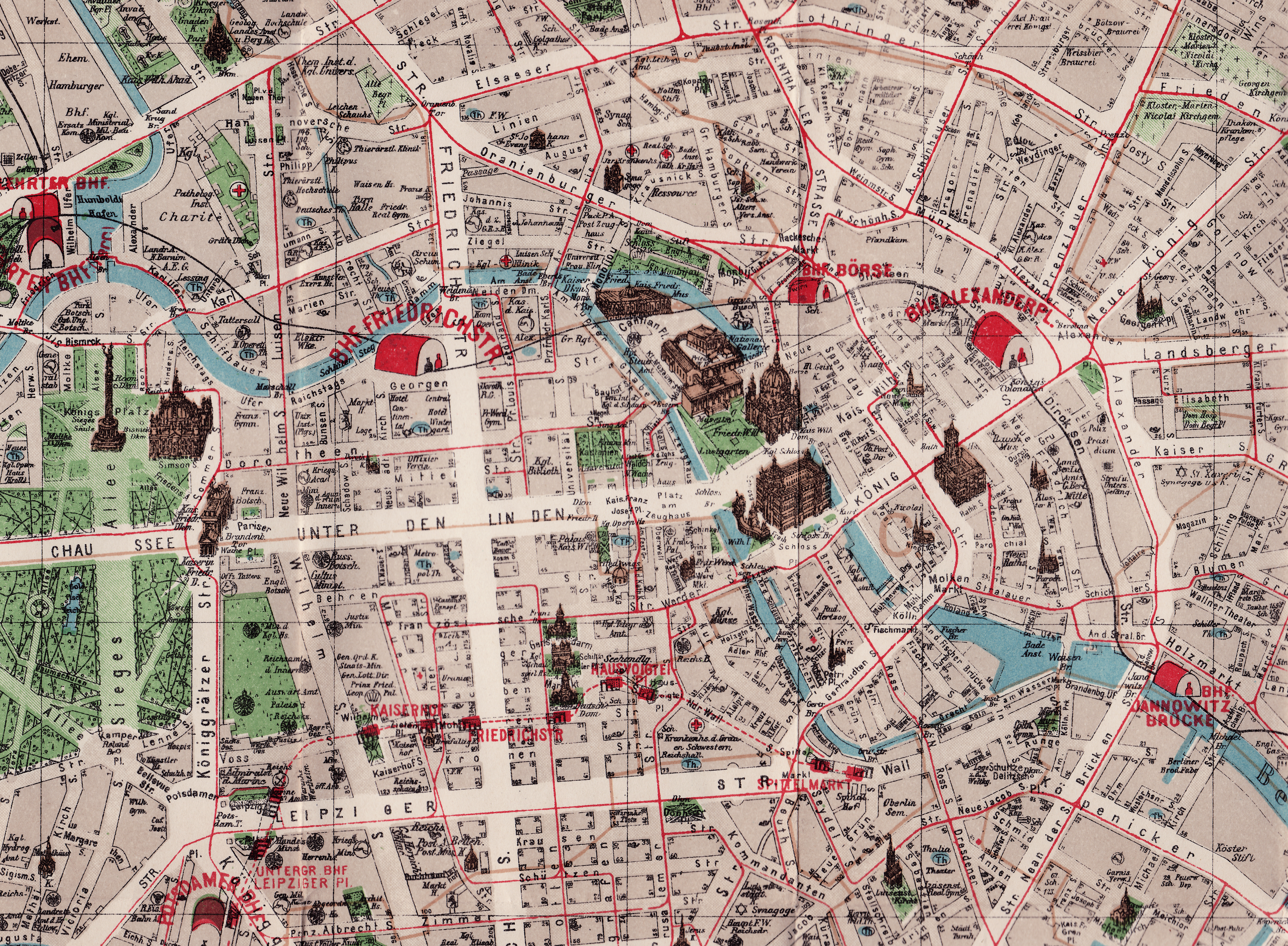
Berlin-Mitte 1902, Königskolonnaden direkt unter dem Bahnhof Alexanderplatz

Die Königskolonnaden wurden an der Königsstraße (jetzt: Rathausstraße) am nordöstlichen Rand der Berliner Stadtbefestigung, vor der Königsbrücke, die über den Festungsgraben zum damaligen Alexanderplatz führte, gebaut. Nach dem Bau des Bahnhofs Alexanderplatz befanden sie sich unmittelbar an dessen südöstlicher Seite. Heute sind dort Fußgängerzone und die Straßenbahntrasse vor dem Abbiegen unter die Bahnbrücke.
Jetzige Lage
Die Königskolonnaden flankieren heute den Eingang von der Potsdamer Straße in den Heinrich-von-Kleist-Park in Berlin-Schöneberg.

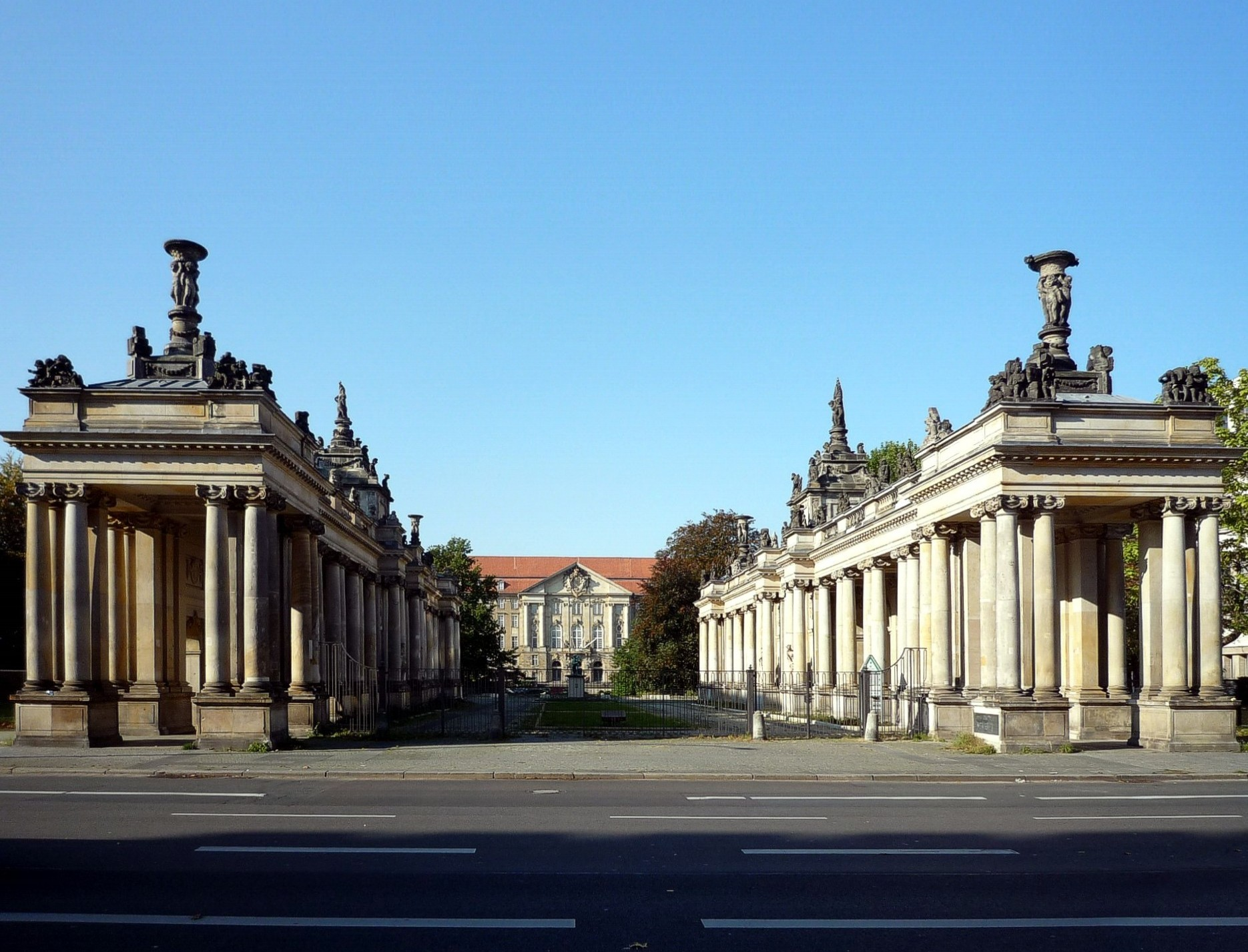
Königskolonnaden am Kleistpark
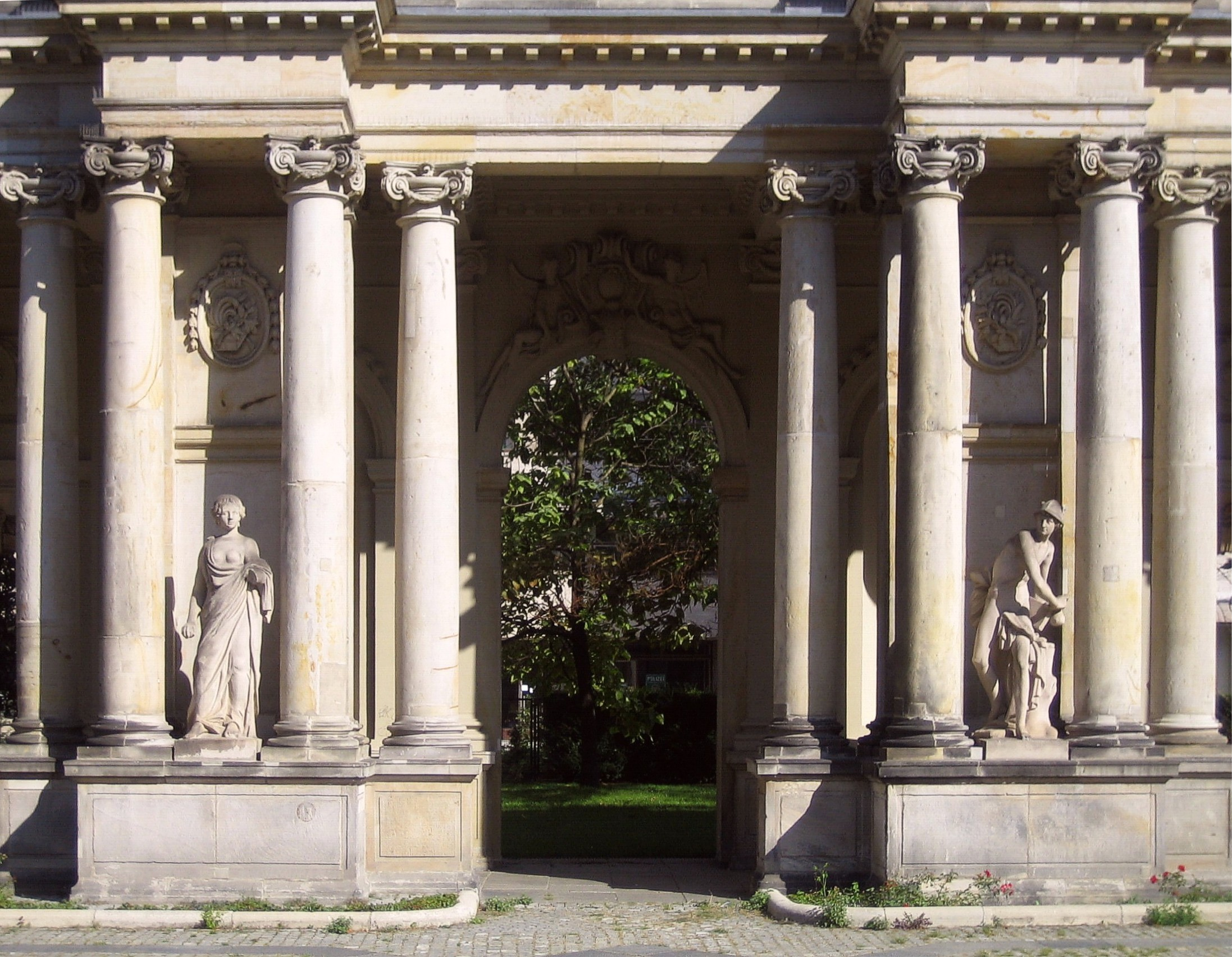
Detail
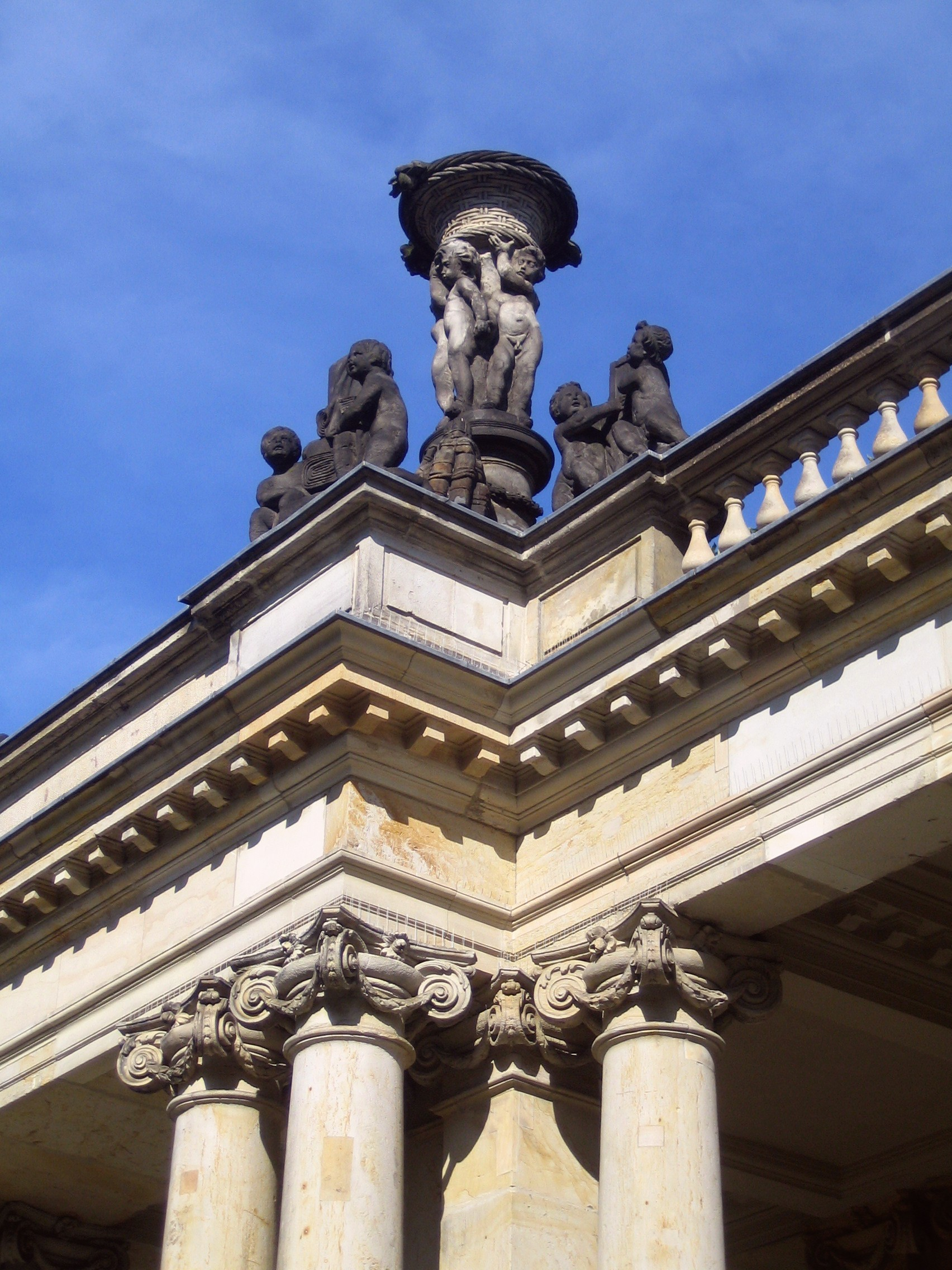
Detail

## Geschichte

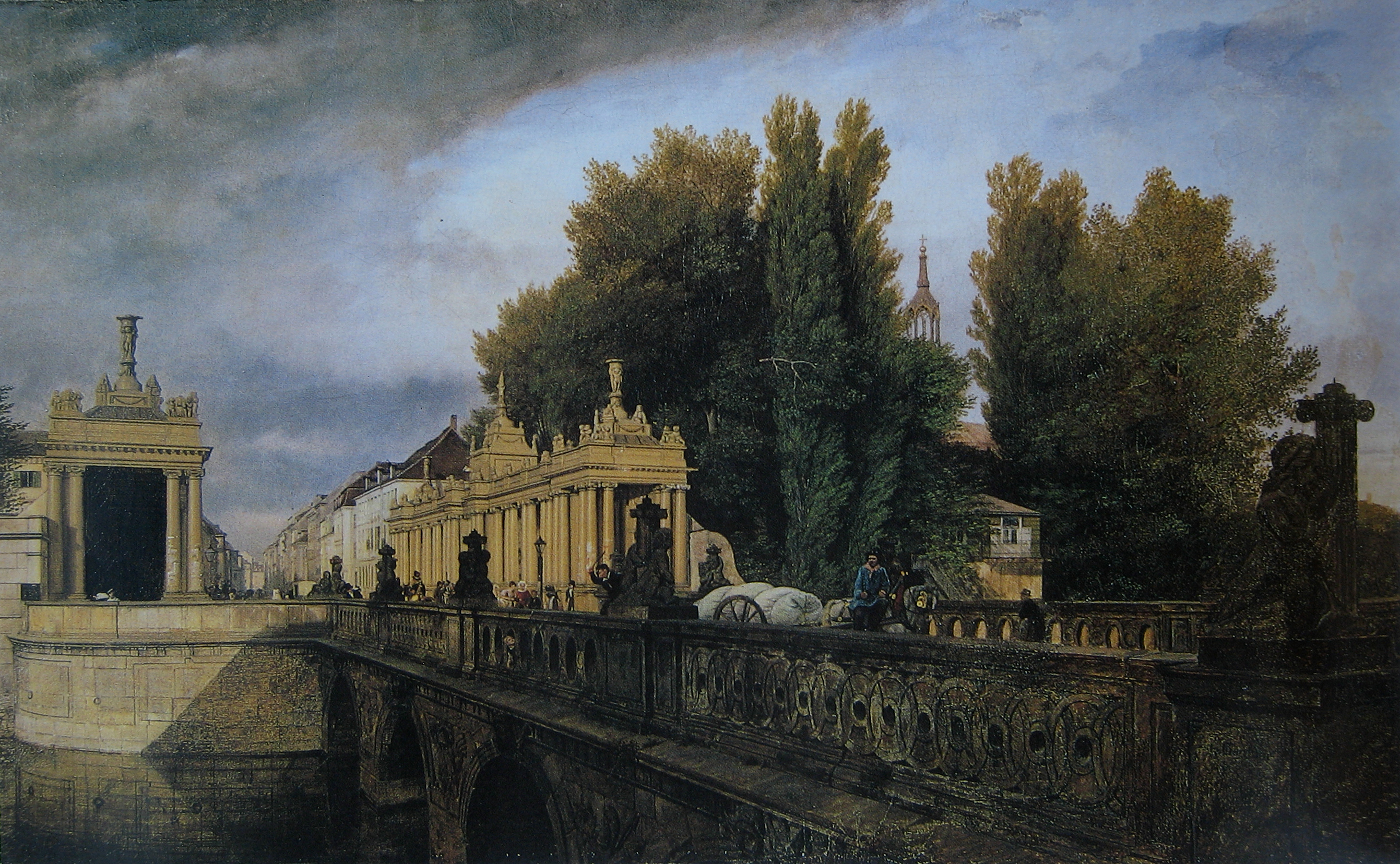
Königsbrücke und Königskolonnaden vom Ufer der Königsstadt aus gesehen;
Eduard Gaertner, 1835

Anstelle früherer Festungsanlagen entstanden um Berlins Mitte im 17. und 18. Jahrhundert neue Straßen und Gebäude. Dabei ließ der König im Jahr 1777 die alte hölzerne Georgenbrücke durch eine steinerne vierbogige Konstruktion ersetzen, die nach der über sie führenden Königstraße den Namen Königsbrücke erhielt. Der bildhauerische Schmuck bestand aus Trophäen-Reliefs in den Bogenzwickeln und Köpfen auf den Schlusssteinen, sowie Kindergruppen an den in die Brüstung integrierten Kandelabern von den Bildhauern Heinrich Bettkober und Friedrich Elias Meyer dem Jüngeren.
Die Königstraße war auf ein höheres Niveau aufgeschüttet worden und erhielt zum Schmuck an die Brücke stadteinwärts anschließend beiderseits offene Kolonnaden, die 1777 (die südliche) und 1780 (die nördliche) nach Plänen von Carl von Gontard durch den Baumeister Georg Friedrich Boumann d. J. erbaut wurden. Diese Bauten wurden analog zur Brücke und zur Straße Königskolonnaden genannt. Sie erhielten – zur Brücke passend – bildhauerischen Schmuck durch Trophäen-Reliefs und weitere Kindergruppen von den Bildhauern Friedrich Elias Meyer dem Jüngeren und Schulz sowie Figuren von Friedrich Elias Meyer dem Älteren.
Im Jahr 1831 ließ der Berliner Magistrat eine umfassende Sanierung der Kolonnaden vornehmen, bei der besonders die Kindergruppen ausgebessert wurden. Doch auch die Königsbrücke war inzwischen in einem schlechten Zustand, ihre Breite von nur wenig mehr als elf Metern genügte außerdem dem gestiegenen Verkehrsaufkommen nicht mehr. Nachdem verschiedene Projekte zur Verstärkung und Verbreiterung der Brücke aufgestellt, aufgrund fehlender Geldmittel aber nicht ausgeführt worden waren, löste sich 1855 ein Teil der Sandsteinverkleidung. Bei der Ausbesserung wurden gravierende Mängel an der Bausubstanz festgestellt. Sowohl die von Anfang an unzureichenden Pfeilerfundamente im Untergrund als auch die Bogen-Überbauten galten als erneuerungsbedürftig. Trotzdem dauerte es noch weitere 17 Jahre, bis die Brücke abgetragen und 1872–1873 von Louis Schrobitz durch eine dreijochige Bogenbrücke nach Entwurf von Heinrich Strack ersetzt wurde. Die Kolonnaden waren zu dieser Zeit noch intakt.

„Auch für die Geländer der 1872–73 nach Stracks Entwürfen erneuerten König-Brücke […] war eine reiche Ausstattung mit Sandstein-Skulpturen beabsichtigt – Personifikationen der bedeutendsten deutschen Ströme und genrehaft ausgeführte Szenen aus dem kriegerischen Leben. Voraussichtlich wird die Brücke bei Ausführung der Stadtbahn wieder beseitigt werden müssen, und es dürften daher die Skulpturen an jener Stelle nicht mehr zur Aufstellung gelangen.“

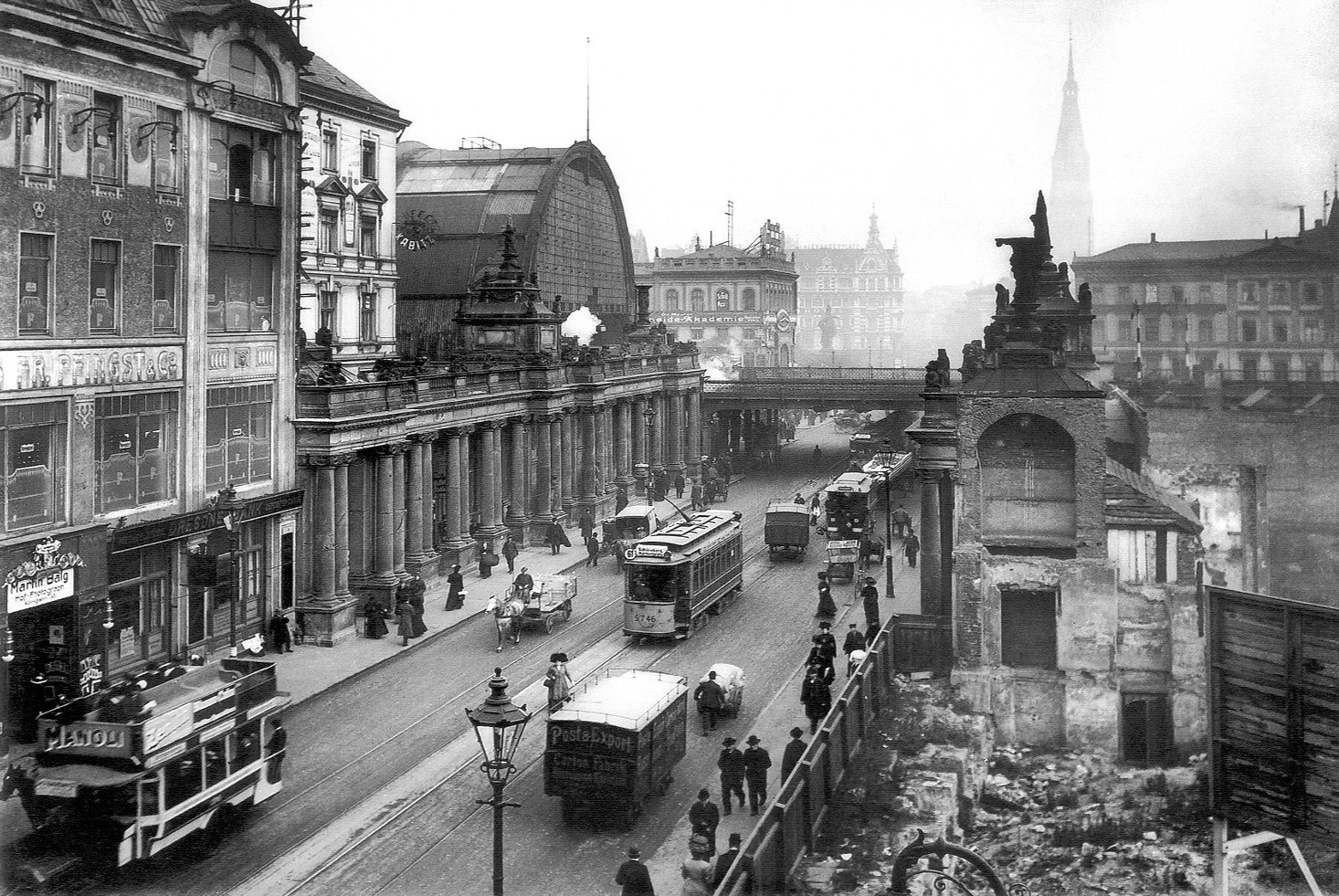
Königstraße mit Königskolonnaden
Foto von Waldemar Titzenthaler, 1909

Tatsächlich wurde in den Jahren 1879–1882 im Verlauf des ehemaligen Festungsgrabens die Berliner Stadtbahn gebaut, wobei auch die erneuerte Königsbrücke zugunsten des Stadtbahn-Viadukts wieder abgebrochen werden musste. Die Königskolonnaden blieben dabei als ein endgültig seines städtebaulichen Zusammenhangs beraubter Torso zurück.
Spätestens Ende 1905 hatten die renommierten und wohlhabenden Berliner Architekten Heinrich Kayser und Karl von Großheim die Grundstücke Königstraße 31 Ecke Neue Friedrichstraße 20 und Königstraße 32 sowie die daran östlich anschließenden südlichen Königskolonnaden („Laden Nr. 1“ bis „Laden Nr. 15“, ohne eindeutige Adresse bzw. Hausnummer) mitsamt dem dahinter erbauten Haus (das um 1861 als Konzerthaus bzw. Tanzlokal „Villa Colonna“ stadtbekannt war und zuletzt bis 1906 Gebrüder Herrnfeld’s Budapester Theater beherbergte) aufgekauft. Sie arbeiteten mehrere Vorschläge für eine Versetzung der an ihrem alten Standort aus kommerzieller und städtebaulicher Sicht problematischen Königskolonnaden aus, so hätten sie z. B. eine senkrecht zur Königstraße laufende Gasse durch die Neubebauung des Grundstücks säumen sollen, oder aber freistehend in paralleler Stellung auf dem Leipziger Platz oder dem Alexanderplatz wiedererrichtet werden können.
Ihr Projekt eines den gesamten Baublock zwischen Königstraße, Neuer Friedrichstraße, Grunerstraße und Stadtbahnviadukt einnehmenden Neubaus, der zunächst als gemietetes oder gepachtetes Warenhaus durch den Wertheim-Konzern genutzt, bei mangelnder Rentabilität jedoch zum Büro- und Geschäftshaus umgebaut werden sollte, war 1910 ausführungsreif und gab wahrscheinlich den Ausschlag dafür, die Königskolonnaden nicht auf diesem Grundstück wiederzuverwenden, sondern sie an eine andere Stelle – mit weniger Ertragsdruck – zu versetzen. Im gleichen Jahr wurden beide Kolonnaden abgetragen und an der Ostseite des Heinrich-von-Kleist-Parks, des vormaligen Botanischen Gartens, an der Potsdamer Straße wiederaufgebaut. Dort wurden die beiden Laubengänge auf die Mittelachse des 1909 begonnenen Neubaus für das Kammergericht an der Westseite des Parks ausgerichtet. Obwohl viele meinten, die Kolonnaden kämen am Eingang des Parks und im städtebaulichen Bezug zum Gerichtsbau besser zur Geltung als in der engen, verkehrsreichen Königstraße, äußerten einige Zeitgenossen auch die Kritik, dass die Königskolonnaden damit von der Flanke einer Hauptverkehrsstraße zum Portal einer mäßig großen Parkanlage herabgesunken seien.

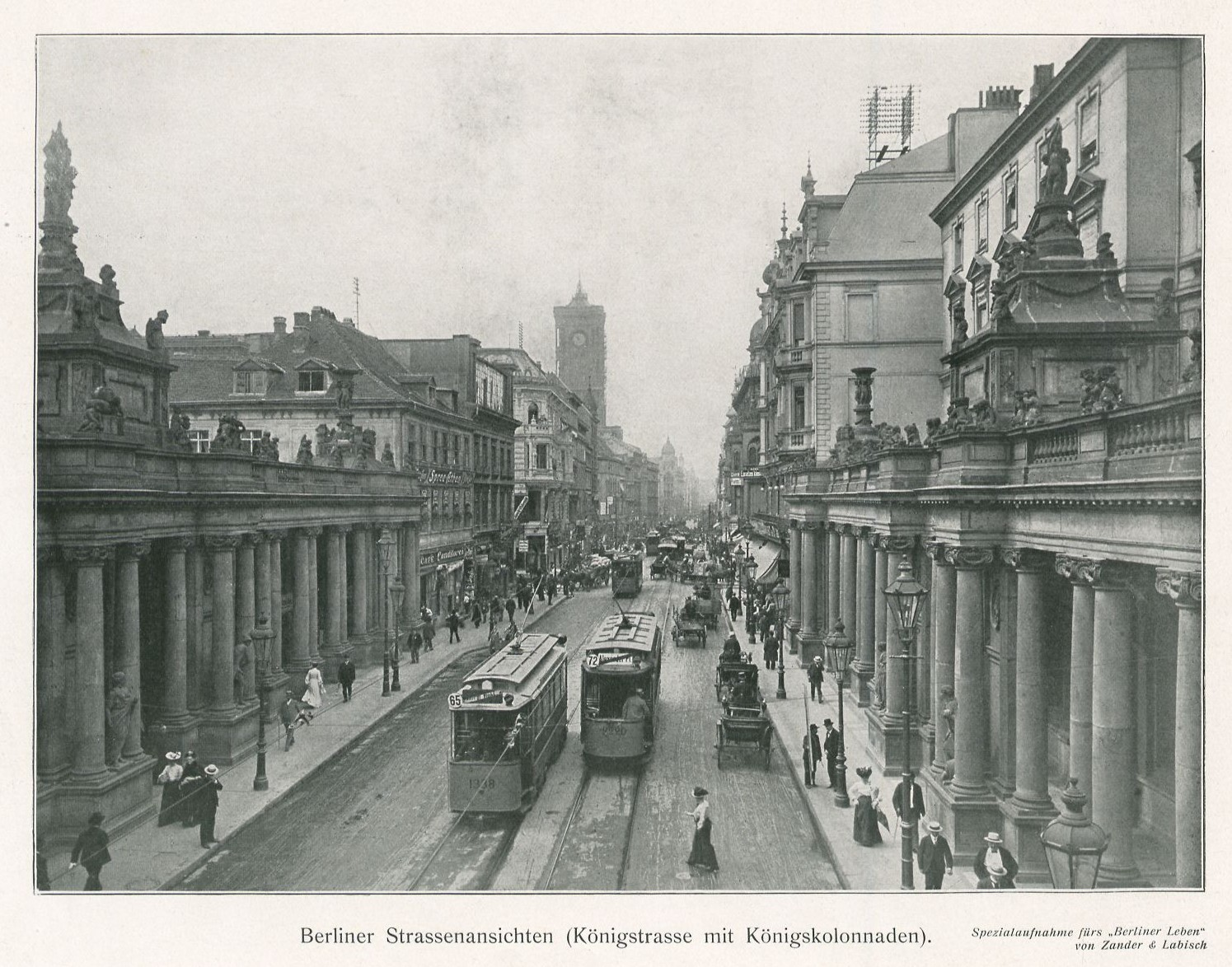
Königskolonnaden Berlin, Abb. in: Berliner Leben, 1903

Im Gegensatz zur für das Wertheim-Warenhaus verwendeten Grundfläche der südlichen Kolonnaden blieb die der nördlichen Kolonnaden ohne neue (kommerzielle) Nutzung. Zum einen Teil ging sie in der zur Königstraße durchgebrochenen Gontardstraße (entlang der Westflanke des Bahnhofs Alexanderplatz) auf, zum anderen Teil verblieb ihre Freifläche als verbreiteter Bürgersteig vor dem Eckhaus Gontardstraße 5 Ecke Königstraße, die auf verschiedenen zeitgenössischen Stadtplänen und Schrägluftbildern auffällt. Dass es in der ersten Hälfte des 20. Jahrhunderts auch Pläne zu einer langfristigen Verbreiterung der gesamten Königstraße gab, ist nicht zuletzt durch die Baugeschichte des Salamander-Hochhauses (Königstraße 46/47 = Rathausstraße 46/47, 1930–1931 von Architekt Johann Emil Schaudt) belegt.

## Anlage

### Beschreibung
Die Königskolonnaden bildeten eine architektonische Einheit mit dem repräsentativen Neubau der Königsbrücke. Sie flankierten damals die stark frequentierte Königstraße (seit den 1950er Jahren: Rathausstraße), die vom jenseits des Grabens liegenden Alexanderplatz nach Berlin hinein führte. König Friedrich II. gab mit dieser Baugruppe dem Eingang zur Preußischen Residenz von Osten her eine besondere architektonische Note. Die noblen Laubengänge werteten die Zufahrt zum Berliner Stadtschloss auf und boten Raum für Geschäfte.
Diese offenen Hallen, in der Häuserflucht bereits bestehender Wohngebäude angeordnet, bestanden aus auf hohe Sockel gestellten ionischen Doppelsäulen, deren Kapitelle vier Voluten mit zwischengespannten Festons zeigen. Die Säulenreihe trug gerade Architrave, darüber befanden sich ein reiches Gebälk und eine Attika. An den Ecken und in der Mitte waren Pavillons mit hohen Aufsätzen eingefügt. „Reicher Trophäenschmuck und viele von Meyer dem Jüngeren und Schulz aus Potsdam angefertigte Kindergruppen mit Emblemen des Ackerbaues, des Gewerbefleißes und des Handels zieren die Attika –, sie sind etwas leicht gearbeitet, aber von guter Silhouette“. Diese Kolonnaden orientierten sich in Form und Anordnung an den Laternenträgern der neuen Brücke, die als antike Säulen gestaltet waren, umgeben von pausbäckigen Kinderfiguren. Ein Baukritiker aus den 1870er Jahren gab folgendes Urteil ab:

„Die decorative Wirkung dieser Anlage, denn nur eine solche beabsichtigte der König, ist eine treffliche. Während die Hallen in der Leipzigerstraße – 1776 gleichfalls nach Gontard’s Zeichnungen erbaut – bei ähnlichen geringen Höhendimensionen nicht ganz den Eindruck des Schwächlichen vermeiden, ist hier durch die kräftigen Pfeiler- und Säulengruppen der Pavillons, die Doppelstellung der Säulen in den Hallen, die reichen phantastischen Silhouetten der Krönungen der Uebergang von der freien Brücke in die weitgedehnten Häuserflächen der Königsstraße auf das Glücklichste gelöst. Die altersgrauen Säulen mit dem tiefen Schatten der Hallen, das Grün der hinter den Läden liegenden Gärten, deren Bäume die hochgethürmten Trophäen der Attika überragen, der Einblick in die äußerst lebhafte Straße, in deren Verkehr besonders der ärmere jüdische Theil der Bevölkerung eine Rolle spielt, über Allem links der neue Rathhausthurm, rechts die zopfige Gothik des Marienkirchthurmes; zu beiden Seiten an dem eckig geführten Festungsgraben Gärten, Holzhöfe, Fabriken, Hinterhäuser und alte fiscalische Gebäude lassen diesen Punkt noch heute als einen der malerisch bedeutendsten Berlins erscheinen.“

In einer Reisebeschreibung des Jahres 1833 heißt es dazu: Rechts und links der Straße…

„[…] befindet sich eine 148 Fuss [52 m] lange ionische Säulenlaube, ebenfalls von Sandstein [wie die Brücke], und mit Gruppen, Vasen von Meyer dem Jüngeren sowie von Schulz aus Potsdam u. dergl., besetzt; in der Mitte der Colonnade sind auf jeder Seite zwei grössere wertvollere Figuren, von Meyer dem Aelteren, aufgestellt. Die Colonnade ist im Jahre 1832 restaurirt und abgeputzt worden. Hinter derselben sind Antiquar-, Lotterie-, Kleider- und Kuchen-Läden.“

### Architektur
Das Hauptbaumaterial ist weißer Sandstein, wobei für die Architrave Steinblöcke mit Fugen und Zapfen zu längeren Trägern zusammengesetzt sind. Die hohen Aufsätze bilden kleine Hohlkammern, die mittels Eisen zusammengehalten werden. Die Rückwand besteht aus Ziegelmauerwerk mit Gesimsen, Kapitellen, Figuren und sonstigen Verzierungen aus Stuck. Auf der Ziegelmauer ist Putz aufgetragen. Der Fußboden der Wandelgänge war anfangs mit großen Klinkern ausgelegt, die im 19. Jahrhundert durch Trottoirplatten aus Granit ersetzt wurden. Kupferbleche auf einer Schalung bildeten das Dach, die jedoch im Jahr 1822 gestohlen wurden. Anstelle dessen kamen dann Zinkplatten zur Anwendung.